# Torvskål
Torvskål (Peziza ostracoderma) är en svampart som beskrevs av Korf 1961. Torvskål ingår i släktet Peziza och familjen Pezizaceae.  Arten är reproducerande i Sverige. Inga underarter finns listade i Catalogue of Life.